# Heinrich Otto von Scheel
Heinrich Otto von Scheel (* 1. November 1745 in Rendsburg; † 1. Mai 1808 in Berlin) war ein dänischer Oberstleutnant und später preußischer Generalmajor sowie erster Direktor der militärischen Ingenieurakademie in Potsdam.

## Leben

### Herkunft
Seine Eltern waren der dänische Oberst der Artillerie Georg Heinrich von Scheel (1706–1757) und dessen Ehefrau Elisabeth Dorothea, geborene von Lützow (1716–1790). Und Georg Heinrich: Seine Eltern waren der dänische Generalleutnant Hans Heinrich von Scheel (1668-1738) und Bente Dorothea Giordsdatter (1684–1752).

### Militärkarriere
Scheel stand ab 4. Januar 1753 zunächst in dänischen Diensten, wurde Feuerwerker der holsteinischen Artillerie und avancierte im Oktober 1760 zum Stückjunker. Am 17. März 1762 erhielt er den Charakter als Leutnant und am 23. Juni 1762 das Patent zu seinem Dienstgrad. Am 18. Januar 1763 wurde Premierleutnant. Scheel nahm auch am Feldzug in Mecklenburg teil. Auf Befehl des Königs ging er 1767 nach Straßburg, um dort die französischen Artillerie zu begutachten. Auf Basis dieser Erkenntnisse wurde 1775 neues Material angeschafft. Die Studie wurde 1777 als Memoire d’Artillerie concernant l’Artillerie francaise veröffentlicht. Sie war so gut, dass französische Offiziere sie überarbeiteten und 1795 in Paris eine Neuauflage herausgebracht wurde.
Am 6. Februar 1772 erhielt Scheel den Charakter als Hauptmann sowie am 4. Dezember 1773 das Patent dazu. 1773 wurde er auch Mitglied der Prüfungskommission für die dänische Artillerie. Seine Erkenntnisse aus dieser Zeit sammelte er 1781 in einem Bericht, der noch im dänischen Artilleriearchiv liegt.
Am 1. Juni 1776 wurde Scheel zum Generaladjutanten des Kronprinzen Friedrich von Dänemark ernannt. Während des Bayerischen Erbfolgekriegs stand er als Freiwilliger bei der Preußischen Armee. Er blieb weiter in dänischen Diensten und bekam am 28. März 1781 den Charakter als Major. Vom König bekam Scheel Geld, um weiter schreiben und Reisen zu können. Er machte Reisen nach Skane und Pommern. So entstand das Buch Kriegsgeschichte und 1785 die militärische Geländebeschreibung Allgemeiner Entwurf eines Kriegsschauplatzes für die dänischen und schwedischen Staaten. 1784 wurde er Kammerherr und am 25. Februar 1785 Premier-Major der Artillerie. Dennoch muss das Verhältnis gestört gewesen sein, denn er beklagte sich über Zurücksetzung und am 21. September 1787 nahm er seinen Abschied aus dänischen Diensten.

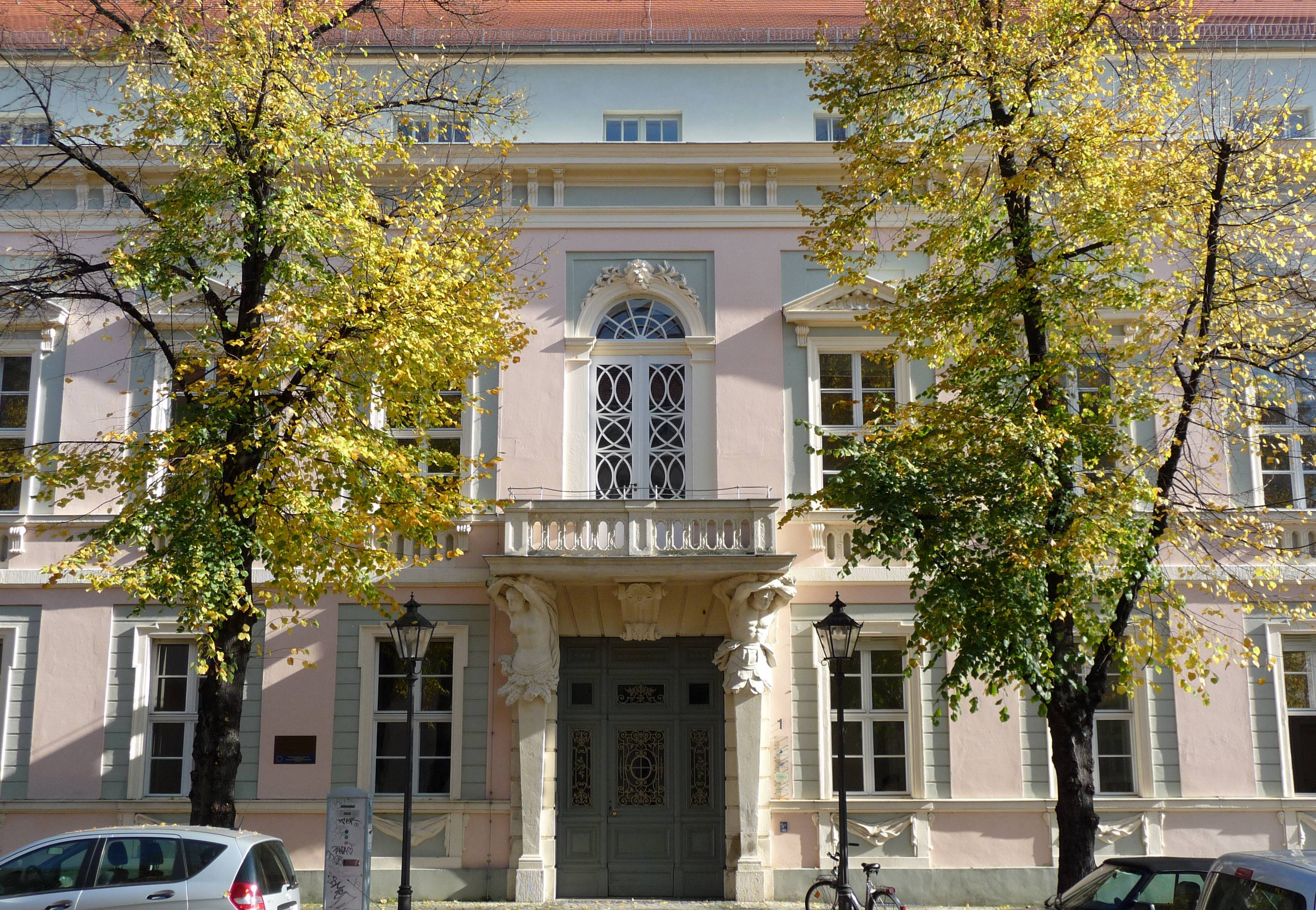
Das Kabinetthaus am Potsdamer Neuen Markt 1: Sitz der einstigen Ingenieurakademie der preußischen Armee

Scheel ging daraufhin in preußische Dienste und wurde am 7. Oktober 1787 mit Patent vom 1. Dezember 1782 als Major angestellt. Am 9. März 1788 wurde er erster Direktor der Ingenieurakademie in Potsdam. Am 19. August 1790 erhielt er dann Auftrag, die Schlesischen Festungen zu besuchen. Einen Monat später folgte seine Beförderung zum Oberstleutnant. Vor dem Beginn des Ersten Koalitionskriegs bat Scheel am 16. Mai 1793 um eine Frontverwendung. Er blieb aber auf seinem Posten und wurde nicht mobilisiert. Dennoch wurde er am 10. Januar 1793 Oberst und am 31. Dezember 1796 Brigadier der 2. Ingenieurbrigade mit einer Zulage von 400 Talern. Seine Nachfolge an der Akademie trat Generalmajor Bonaventura von Rauch an.
Am 20. Mai 1800 wurde Scheel mit Patent vom 23. Mai 1800 zum Generalmajor befördert. Aufgrund seines Gesundheitszustandes entband man ihn am 27. März 1804 jedoch von seinen Aufgaben. Während des Vierten Koalitionskrieges befand Scheel sich in der Festung Stettin, als diese kapitulierte. Dabei geriet er in französische Gefangenschaft, wurde aber schnell wieder entlassen. Im Jahr 1807 wurde er auf Halbsold gesetzt. Er starb am 1. Mai 1808 in Berlin und wurde am 4. Mai 1808 in der Berliner Garnisonkirche beigesetzt.

### Familie
Scheel heiratete am 4. August 1775 in der St.-Petri-Kirche in Kopenhagen Anna Catharina Fortling (* 1758), eine Tochter des dänisch-deutschen Hofbaumeisters Jakob Fortling. Aus der Ehe ging die Tochter Dorothea Sophie Friederiche (1788–1861) hervor, 1815 Erzieherin („Opdragerinde“) der Prinzessinnen Karoline (1799–1854) und Marie von Hessen-Kassel (1804–1888), der späteren Ehefrau des Herzogs Bernhard II. von Sachsen-Meiningen, und später Hofdame in Hessen-Kassel. Nachdem die Ehe 1790 geschieden war, vermählte Scheel sich am 16. November 1791 in Brandenburg an der Havel mit Albertina Sophie Dorothea Necker (* 23. Juni 1770; † 29. Dezember 1831), geschieden 1804. Das Paar hatte zwei Söhne:
- Heinrich Karl Friedrich (1794–1851), Oberstleutnant a. D. ⚭ 1818 Elise Therese Marie Schuler von Senden (1798–1861), Tochter des preußischen Generals der Infanterie Friedrich Schuler von Senden (1753–1827) und dessen Ehefrau Eva Theodora Ernestina, geborene von Schweinitz und Kutscheboritz (1773–1844).[3][4]
- Otto Albert (* 8. Mai 1796 in Potsdam; † 29. Juni 1865 in Bendorf bei Coblenz), Oberst a. D., Militärschriftsteller ⚭ 24. Januar 1825 in Koblenz Julie Kunigunde Pottgiesser (* 16. Juli 1801 in Koblenz; † 1854 in Vallendar).

Der General starb in bescheidenen Verhältnissen, der König bedauerte nicht helfen zu können. Nach seinem Tod erhielt die Witwe ab dem 20. August 1812 aber eine Pension von 200 Talern.

### Werk
Scheel stand in dänischen Diensten, als sein erstes Werk Der Schauplatz des Krieges erschien. Schon bevor er als Freiwilliger mit Friedrich II. in den Krieg zog, stand er mit dem König in schriftlichem Kontakt. Auch nach dem Krieg blieb er noch einige Zeit bei Friedrich II., bevor er nach Dänemark zurückkehrte. Nach des Königs Tod holte der neue König Friedrich Wilhelm II. den Dänen in preußische Dienste und machte ihn zum Direktor der ersten Ingenieurakademie. Scheel erstellte den ersten Unterrichtsplan und erhielt vom König 2000 Taler für Unterrichtsmaterial. Als zweiter Direktor wurde der Major Winanko bestimmt. Der König schätzte seine Leistungen sehr und so blieb Scheel bis 1804 Direktor der Schule, obwohl er mehrfach um eine Feldverwendung nachsuchte.

## Schriften
- Memoire d’Artillerie concernant l’Artillerie francaise. 1777, books.google.de
- Allgemeiner Entwurf eines Kriegsschauplatzes für die dänischen und schwedischen Staaten. 1785.
- Moderne Befestigung eines Achtecks.
- Der Schauplatz des Krieges.